# محمد وجدان‌زاده
محمد وجدان‌زاده (زاده ۱۳۳۱ در روستای چشین همدان) ورزشکار ایرانی رشته دو استقامت بود. وی برنده مدال برنز دو ۱۰٬۰۰۰ متر و دو ۳۰۰۰ متر بامانع در مسابقات دو و میدانی قهرمانی آسیا شد. وی فارغ‌التحصیل کارشناس ارشد رشته تربیت بدنی و علوم ورزشی است.

## افتخارات
- قهرمان مسابقه دوجانبه ایران و شوروی - ۵۰۰۰ متر - ۱۳۴۹
- مدال برنز تورنمنت ترکیه - ۵۰۰۰ متر - ۱۳۵۲
- مدال برنز قهرمانی آسیا (ماریکینا - فیلیپین) - ۳۰۰۰ متر با مانع - ۱۳۵۳ (آسیایی)
- مدال طلای تورنمنت مصر - ۵۰۰۰ متر - ۱۳۵۳
- عنوان پنجم قهرمانی آسیا (سئول) - ۵۰۰۰ متر - ۱۳۵۴ (آسیایی)
- قهرمان دو صحرانوردی - ۱۳۵۶
- مدال برنز قهرمانی آسیا (کویت) - ۱۰۰۰۰ متر - ۱۳۶۲ (آسیایی)
- عنوان ششم آسیا (کویت) - ۵۰۰۰ متر - ۱۳۶۲ (آسیایی)
- عنوان چهارم بازیهای آسیایی سئول - ۱۰۰۰۰ متر - ۱۳۶۵ (آسیایی)
- قهرمان دو نیمه مارتن ایران (اهر) - ۲۸۰۰۰ متر - ۱۳۶۷
- عضو تیم ملی دومیدانی ایران (۶۹–۱۳۵۱)
- کاپیتان تیم ملی دو و میدانی ایران (۶۹–۱۳۶۲)
- کسب ۲۴۰ مدال و عنوان از تورنمنت‌های داخلی و بین‌المللی[۲]

## رکوردها
- ۵۰۰۰ متر - ۱۴/۴//14 دقیقه - ۱۳۵۵ (رکورد ایران بمدت ۱۹ سال)
- ۱۰۰۰۰ متر - ۲۹/۴۲/۰۰ دقیقه - ۱۳۶۳ (رکورد ایران بمدت ۱۲ سال)
- ۲۸۰۰۰ متر (نیمه مارتن) - ۱/۲۷/۳۶ ساعت - ۱۳۶۷ (رکورد ایران) جاده اهر - مشکین شهر[۲]